# سوره (سلماس)
سوره نام یکی از روستاهای شهرستان سلماس است که در بخش مرکزی و در سه کیلومتری غرب شهر سلماس نرسیده به شهر تازه شهر واقع شده‌است.

## جمعیت
جمعیت روستای سوره بر اساس سرشماری سال 1385 برابر با 1506 و بیش از 387 خانوار می‌باشد .